# Wioletta Szkudlarek
Wioletta Szkudlarek (ur. 27 lipca 1980 w Łodzi) – polska siatkarka grająca na pozycji środkowej bloku. Była reprezentantka Polski kadetek i juniorek, a także reprezentacji "B" seniorek.

## Kariera sportowa
Jest wychowanką ŁKS Łódź. Od 1996 grała w Szkole Mistrzostwa Sportowego w Sosnowcu. Występowała w reprezentacji Polski : kadetek (VII m. na MŚ w 1997) i juniorek (V m. na ME w 1998).  Po ukończeniu SMS-u w 1999 zdecydowała się na grę w BKS Bielsko-Biała. Z tym zespołem w 2000 roku osiągnęła swój największy sukces ligowy, zdobywając brązowy medal Mistrzostw Polski (2000), oraz w 2001 roku grała w finale Pucharu Polski.
Po dwóch sezonach w Bielsku-Białej zmieniła barwy klubowe na Nike Węgrów (2001/2002), a w kolejnych latach grała w takich klubach jak Gwardia Wrocław (2002/2003 i finał Pucharu Polski), Muszynianka Muszyna (2003/2004), ponownie Gwardii Wrocław (2004–2007 zespół nie obronił się przed spadkiem z LSK w 2007), hiszpańskim Valeriano Alles Menorca Volei (2007/2008 najwyższa klasa rozgrywkowa), ponownie Gwardii Wrocław (2008/2009), francuskim Hainaut Volley, występującym w rozgrywkach francuskiej PRO B (odpowiedniku I polskiej ligi) (2009/2010) i niemieckiej Bundeslidze (najwyższa klasa rozgrywkowa) Allgäu Team Sonthofen (2010/2011). W 2011 roku podpisała kontrakt z I-ligowym zespołem PLKS Pszczyną. W sezonie 2012/13 wróciła do Wrocławia i występowała w klubie Impel Wrocław. W sezonie 2013/2014 była zawodniczką belgijskiego klubu VC Oudegem, w sezonie 2014/2015 reprezentowała barwy klubu Silesia Volley Mysłowice.